# 5 de novembro
5 de novembro é o 309.º dia do ano no calendário gregoriano (310.º em anos bissextos). Faltam 56 dias para acabar o ano.

## Eventos históricos

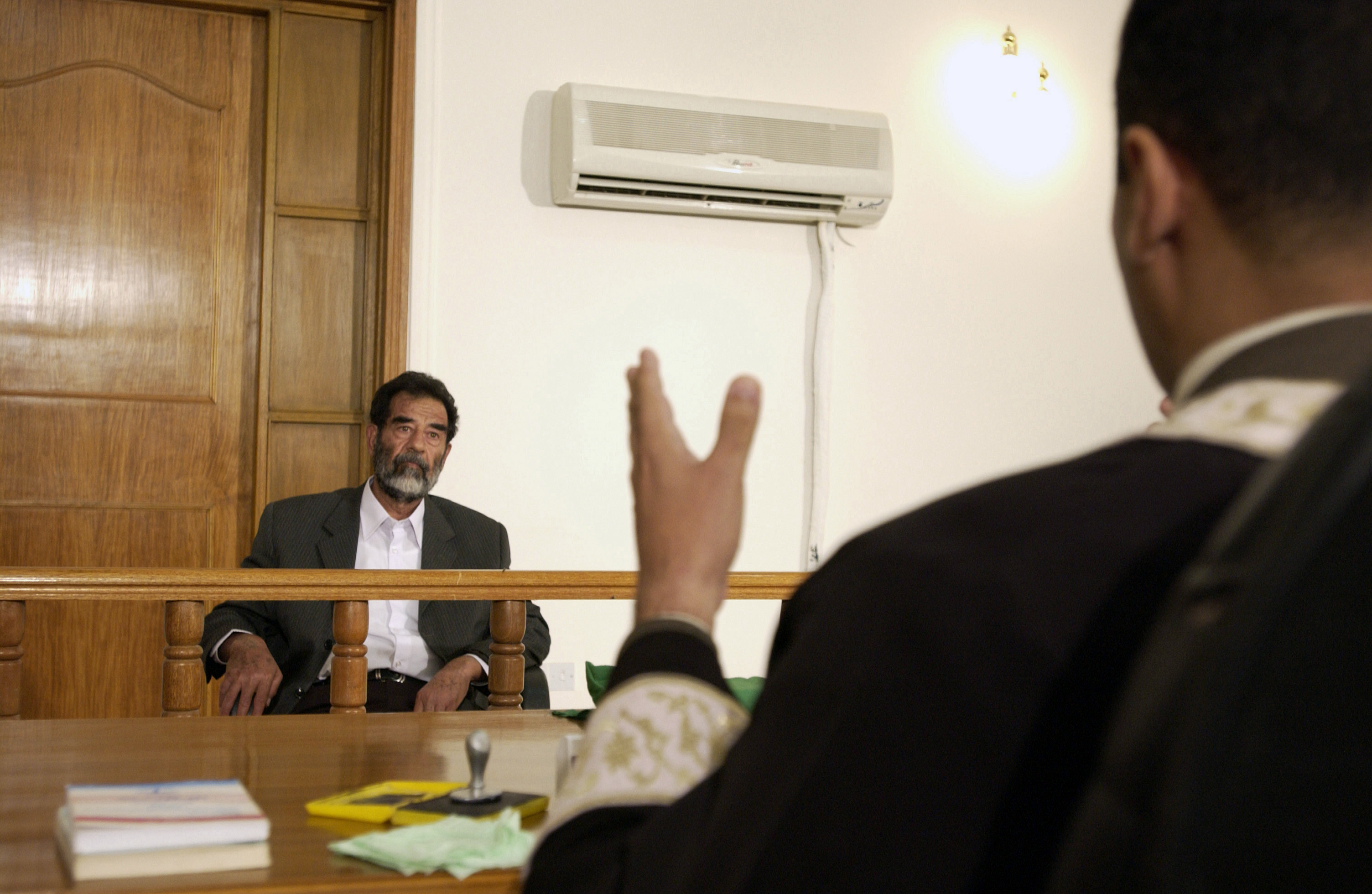
2006: Julgamento de Saddam Hussein

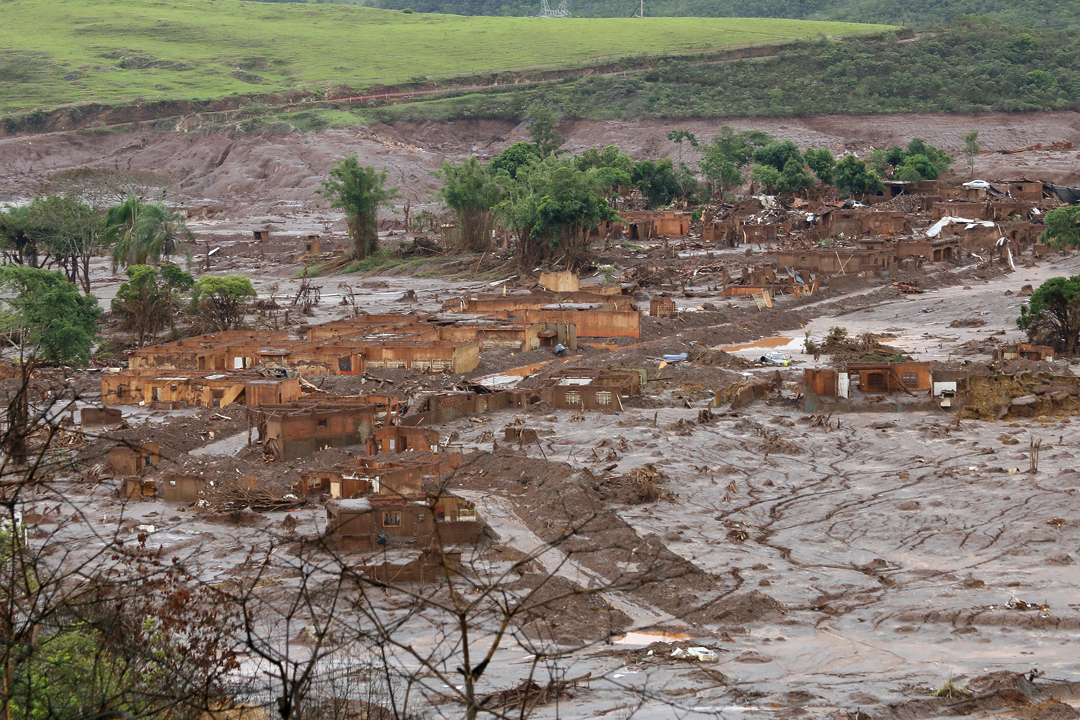
2015: Rompimento de barragem em Mariana

- 1538 — Termina o 1.º cerco de Diu.
- 1499 — O Catholicon, escrito em 1464 por Jehan Lagadeuc em Tréguier, é publicado; este é o primeiro dicionário bretão, bem como o primeiro dicionário francês.
- 1605 — Conspiração da Pólvora: Guy Fawkes é preso.
- 1688 — Revolução Gloriosa: Príncipe Guilherme, Estatuder da República dos Países Baixos e sua esposa Princesa Maria de Orange desembarcam em Devon com um grande exército neerlandês para depor o Rei Jaime II de Inglaterra.
- 1757 — Guerra dos Sete Anos: Frederico, o Grande derrota os exércitos aliados da França e do Sacro Império Romano-Germânico na Batalha de Rossbach.
- 1811 — O padre salvadorenho José Matías Delgado toca os sinos da igreja de La Merced, em San Salvador, convocando a insurreição e lançando o Movimento de Independência de 1811.
- 1826 — A Academia Imperial de Belas Artes é inaugurada por Pedro I e sua filha Maria II.
- 1828 — Guerra da Independência da Grécia: a expedição francesa Morea para recapturar Morea (atual Peloponeso) termina quando as últimas forças otomanas partem da península.
- 1838 — Início do esfacelamento dos Estados Unidos da América Central: Honduras deixa a federação.
- 1862 — Guerra Civil Americana: Abraham Lincoln remove George B. McClellan como comandante do Exército do Potomac.
- 1897 — Prudente de Morais, Presidente do Brasil, sofre um atentado contra sua vida praticado pelo anspeçada Marcellino Bispo de Mello.
- 1911
  - Após declarar guerra ao Império Otomano em 29 de setembro de 1911, a Itália anexa Trípoli e a Cirenaica.
  - Realiza-se a primeira prova clássica do Porto-Lisboa em bicicleta. A mais longa do mundo, a seguir à Bordeaux-Paris.
- 1913 — O rei Oto da Baviera é deposto por seu primo, o príncipe regente Ludwig, que assume o título de Luís III.
- 1914 — Primeira Guerra Mundial: a França e o Império Britânico declaram guerra ao Império Otomano.
- 1916 — O Reino da Polônia é proclamado pela lei de 5 de novembro dos imperadores da Alemanha e Áustria-Hungria.
- 1917
  - Lenin convoca a Revolução de Outubro.
  - Tikhon é eleito patriarca de Moscou e da Igreja Ortodoxa Russa.
- 1921 — É nomeado em Portugal o 33.º governo republicano, chefiado pelo presidente do Ministério Carlos Maia Pinto.
- 1940 — Franklin D. Roosevelt é o primeiro e único presidente dos Estados Unidos a ser eleito para um terceiro mandato.
- 1943 — Segunda Guerra Mundial: bombardeio do Vaticano.
- 1945 — República da Colômbia é admitida como Estado-Membro da ONU.
- 1956 — Crise de Suez: paraquedistas britânicos e franceses desembarcam no Egito após uma campanha de bombardeio de uma semana.
- 1962 — Fundação do primeiro Interact Club do mundo.
- 1965 — Editada a lei que oficializa o nome da Universidade Federal Fluminense.
- 1968 — Richard Nixon é eleito o 37º presidente dos Estados Unidos.
- 1991 — A tempestade tropical Thelma causa inundações repentinas na cidade filipina de Ormoc, matando mais de 4 900 pessoas.
- 1995 — Tentativa de assassinato do primeiro-ministro Jean Chrétien do Canadá, foi frustrado quando a esposa do primeiro-ministro tranca a porta.[1]
- 1996 — Bill Clinton é reeleito presidente dos Estados Unidos.
- 2006 — Saddam Hussein, ex-presidente do Iraque, e seus corréus Barzan Ibrahim al-Tikriti e Awad Hamed al-Bandar, são condenados à morte no julgamento de al-Dujail por seus papéis no massacre de 1982 de 148 muçulmanos xiitas.
- 2007
  - O primeiro satélite lunar da China, Chang'e 1, entra em órbita ao redor da Lua.
  - O sistema operacional móvel Android é disponibilizado pelo Google.
- 2013 — A Índia lança a Mars Orbiter Mission, sua primeira sonda interplanetária.
- 2015 — Rompimento de barragem em Mariana, Minas Gerais, deixa 18 mortos e se torna o maior desastre ambiental da história do Brasil após a lama alcançar o curso do rio Doce e posteriormente, nas semanas seguintes, o oceano Atlântico.
- 2021
  - Acidente aéreo em Minas Gerais mata cantora brasileira Marília Mendonça e outras quatro pessoas.
  - Pelo menos 99 pessoas morrem após explosão de caminhão-tanque em Freetown, Serra Leoa.
- 2022 — Os protestos contra os confinamentos da COVID-19 na China em 2022 são uma série de protestos que começaram na China continental.
- 2024 — Donald Trump é eleito presidente dos Estados Unidos para um segundo mandato não consecutivo.

## Nascimentos

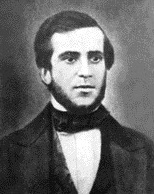
Martins Pena

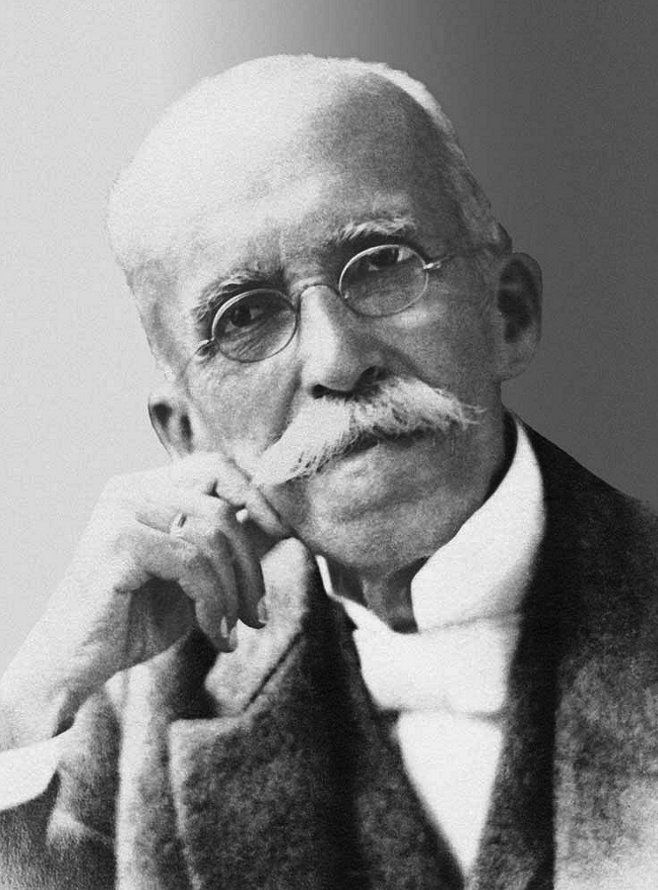
Ruy Barbosa

Ruben Berta

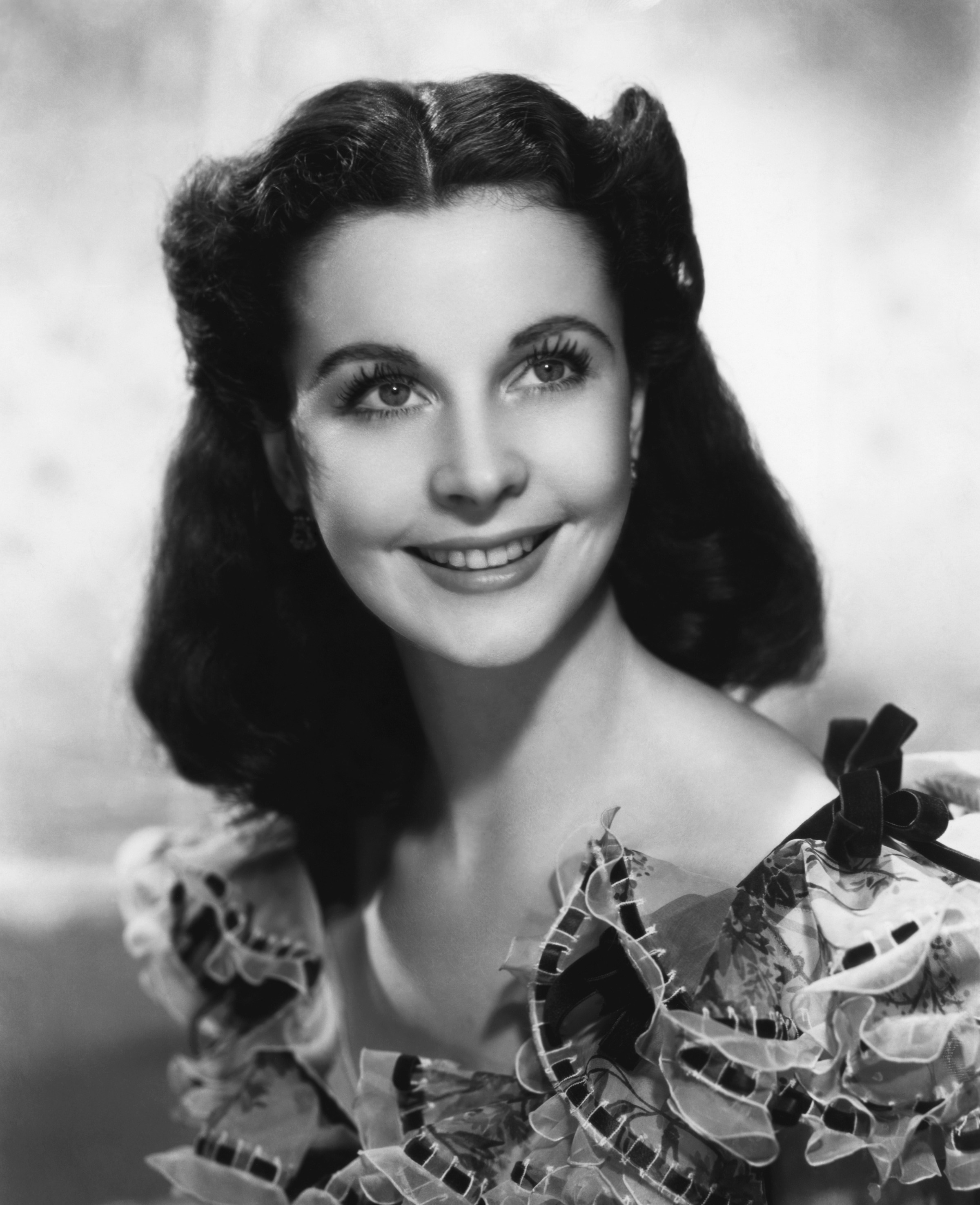
Vivien Leigh

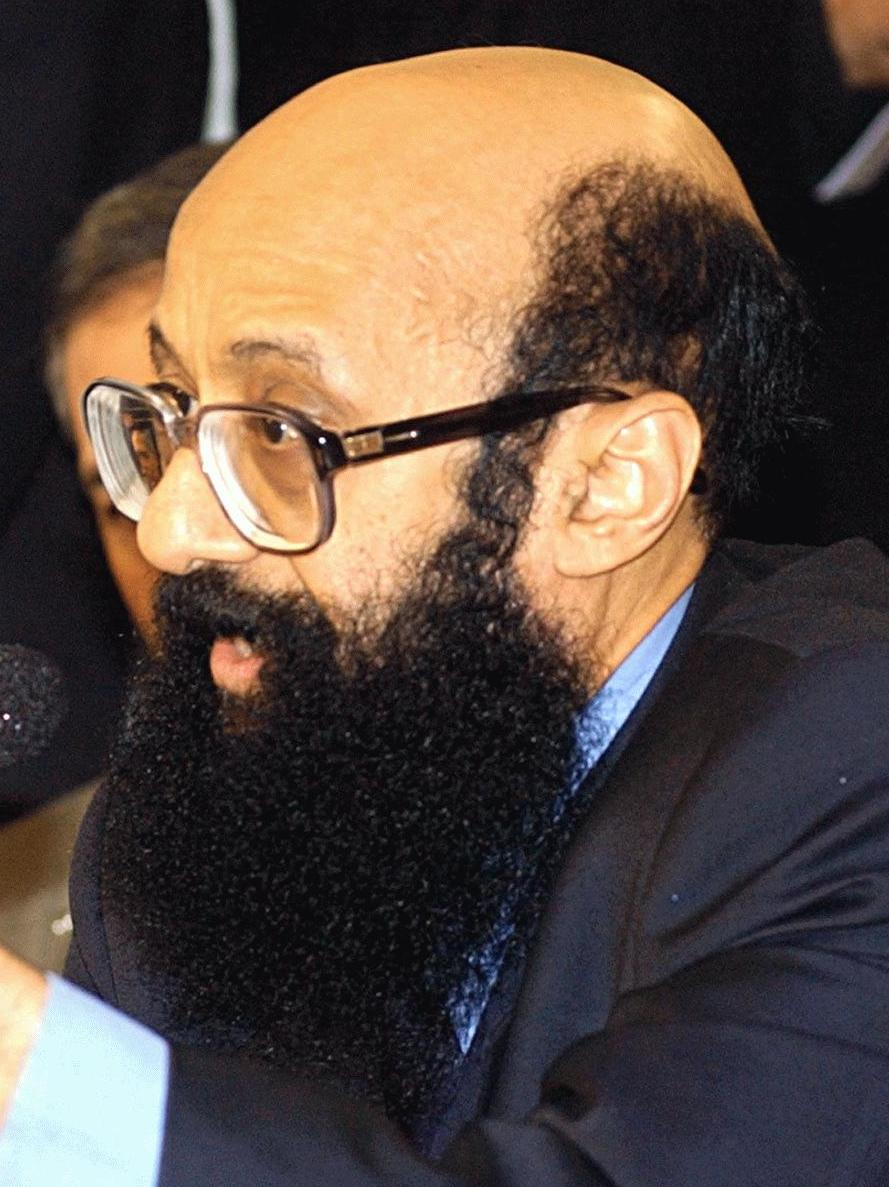
Enéas Carneiro

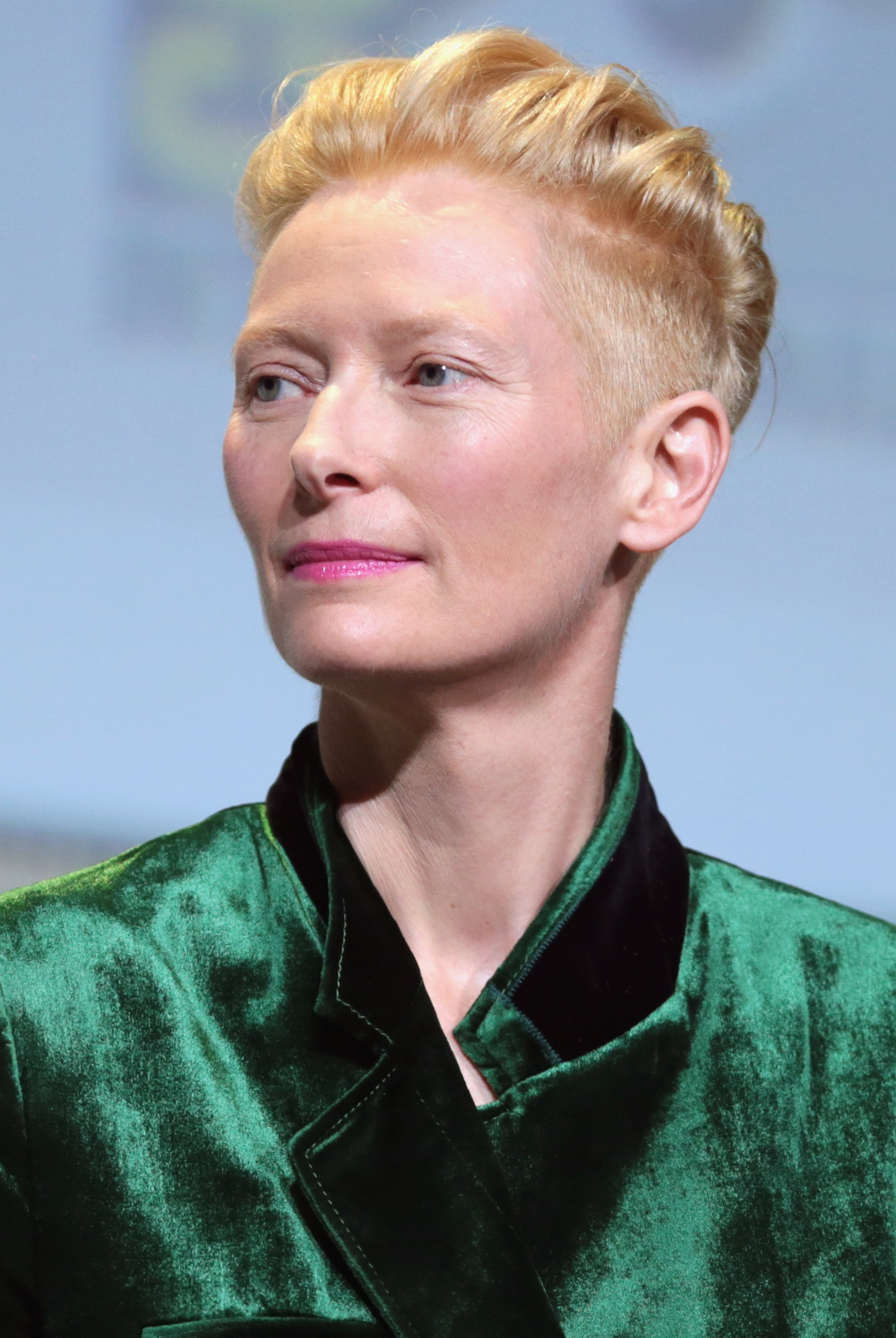
Tilda Swinton

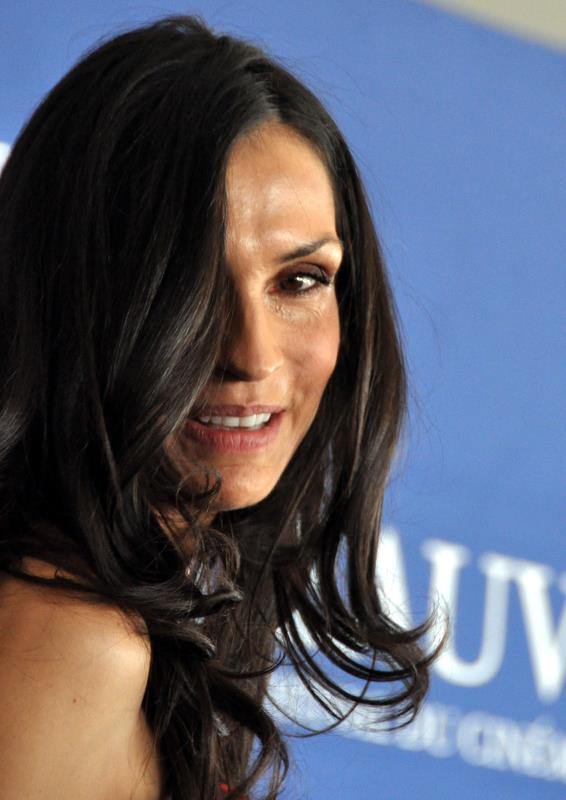
Famke Janssen

### Anteriores ao século XIX
- 0433 — Sidônio Apolinário, poeta, diplomata e bispo de Auvérnia (m. 489).
- 1271 — Gazã, governante da Pérsia (m. 1304).
- 1494 — Hans Sachs, poeta, cancioneiro e dramaturgo alemão (m. 1576).
- 1607 — Anna Maria van Schurman, pintora holandesa (m. 1678).
- 1615 — Ibraim I, sultão otomano (m. 1648).
- 1666 — Attilio Ariosti, compositor italiano (m. 1729).
- 1667 — Christoph Ludwig Agricola, pintor alemão (m. 1719).
- 1715 — John Brown, teólogo, músico e ensaísta inglês (m. 1766).
- 1728 — Franz Xaver von Wulfen, físico, matemático, jesuíta, botânico e mineralogista austríaco (m. 1805).
- 1758 — Louis Marie Aubert Du Petit-Thouars, botânico francês (m. 1831).
- 1778 — Giovanni Battista Belzoni, arqueólogo e egiptólogo italiano (m. 1823).
- 1779 — Washington Allston, poeta, pintor e escritor estadunidense (m. 1843).
- 1797 — Joaquim Cândido Soares de Meireles, médico e político brasileiro (m. 1888).
- 1798 — Carolina das Duas Sicílias, princesa real das Duas Síclias (m.1870)

### Século XIX
- 1810 — Alphonso Taft, jurista, diplomata e político estadunidense (m. 1891).
- 1815 — Martins Pena, dramaturgo e diplomata brasileiro (m. 1848).
- 1837 — Arnold Janssen, missionário alemão (m. 1909).
- 1843 — Harry Rawson, militar britânico (m. 1910).
- 1846
  - Joaquim Pimenta de Castro, oficial militar, matemático e político português (m. 1918).
  - Edward Singleton Holden, astrônomo estadunidense (m. 1914).
- 1849 — Ruy Barbosa, jurista, político, diplomata, escritor, filólogo, tradutor e orador brasileiro (m. 1923).
- 1851 — Charles Dupuy, político francês (m. 1923).
- 1854 — Paul Sabatier, químico francês (m. 1941).
- 1855 — Léon Teisserenc de Bort, meteorologista francês (m. 1913).
- 1863 — James Ward Packard, empresário estadunidense (m. 1928).
- 1864 — Hilda de Luxemburgo (m. 1952).
- 1873 — Edwin Flack, atleta australiano (m. 1935).
- 1874 — Jenny Apolant, sufragista alemã (m. 1925).
- 1883
  - Ricardo Miró, escritor panamenho (m. 1940).
  - Ernie Parker, tenista e jogador de críquete australiano (m. 1918).
- 1889 — Charles B. Mintz, produtor cinematográfico estadunidense (m. 1939).
- 1892 — J. B. S. Haldane, geneticista e biólogo britânico (m. 1964).
- 1893
  - Sobral Pinto, jurista brasileiro (m. 1991).
  - Raymond Loewy, engenheiro e designer franco-americano (m. 1986).
- 1895 — Boris Souvarine, ativista político, ensaísta e jornalista francês (m. 1984).
- 1898 — Frei Damião, frade italiano (m. 1997).

### Século XX

#### 1901—1950
- 1903 — Guillermo Saavedra, futebolista chileno (m. 1957).
- 1904 — Alfredo Brilhante da Costa, futebolista brasileiro (m. 1980).
- 1905
  - Joel McCrea, ator estadunidense (m. 1990).
  - Louis Rosier, automobilista francês (m. 1956).
  - Carlos Riolfo, futebolista uruguaio (m. 1978).
  - Jules Pappaert, futebolista francês (m. 1945).
- 1906
  - Endre Kabos, esgrimista húngaro (m. 1944).
  - Fred L. Whipple, astrônomo norte-americano (m. 2004).
- 1907 — Ruben Berta, empresário brasileiro (m. 1966).
- 1909 — Milena Pavlović-Barili, pintora e poetisa sérvia (m. 1945).
- 1911
  - Roy Rogers, ator e músico estadunidense (m. 1998).
  - Baby Marie Osborne, atriz estadunidense (m. 2010).
- 1912 — Leonardo Cilaurren, futebolista espanhol (m. 1969).
- 1913
  - Joel de Almeida, cantor e compositor brasileiro (m. 1993).
  - Vivien Leigh, atriz britânica (m. 1967).
- 1917
  - Filinto Ramalho, prior português (m. 2001).
  - Jacqueline Auriol, aviadora francesa (m. 2000).
  - Kurt Gossweiler, historiador alemão (m. 2017).
- 1919 — Félix Gaillard, político francês (m. 1970).
- 1920
  - Douglass North, economista estadunidense (m. 2015).
  - Tommy Godwin, ciclista britânico (m. 2012).
- 1921 — Fawzia Fuad do Egito (m. 2013).
- 1922 — Ozualdo Candeias, cineasta brasileiro (m. 2007).
- 1924 — Ingrid Sandahl, ginasta sueca (m. 2011).
- 1926 — John Berger, pintor, crítico de arte e escritor britânico (m. 2017).
- 1928 — Walter Albuquerque Mello, arquivista brasileiro.
- 1929 — Lennart Johansson, dirigente esportivo sueco (m. 2019).
- 1930
  - Frank Adams, matemático britânico (m. 1989).
  - Clifford Irving, escritor norte-americano (m. 2017).
- 1931
  - Ike Turner, músico estadunidense (m. 2007).
  - Charles Taylor, filósofo canadense.
- 1932
  - Algirdas Lauritėnas, jogador de basquete lituano (m. 2001).
  - Bao Tong, escritor e ativista chinês (m. 2022).
- 1933 — Paulo César Saraceni, ator e diretor brasileiro (m. 2012).
- 1936 — Uwe Seeler, futebolista alemão (m. 2022).
- 1937 — Harris Yulin, ator norte-americano.
- 1938
  - Enéas Carneiro, médico e político brasileiro (m. 2007).
  - César Luis Menotti, futebolista e treinador de futebol argentino (m. 2024).
  - Joe Dassin, cantor e compositor franco-americano (m. 1980).
- 1940
  - Jaime Roldós Aguilera, político equatoriano (m. 1981).
  - Elke Sommer, atriz e cantora alemã.
  - Ryoo Chang-kil, ex-futebolista norte-coreano.
- 1941
  - Art Garfunkel, músico estadunidense.
  - Ion Pârcălab, ex-futebolista romeno.
- 1943 — Sam Shepard, ator estadunidense (m. 2017).
- 1944 — Onúfrio de Kiev, arcebispo ortodoxo ucraniano.
- 1945 — Nikolay Tanayev, político quirguiz (m. 2020).
- 1946
  - Loleatta Holloway, cantora estadunidense (m. 2011).
  - Gram Parsons, músico, cantor e compositor estadunidense (m. 1973).
  - Benedito Roberto, arcebispo angolano (m. 2020).
- 1948
  - Bernard-Henri Lévy, filósofo e escritor francês.
  - William Daniel Phillips, físico estadunidense.
- 1949
  - Armin Shimerman, ator estadunidense.
  - Serge Gruzinski, historiador francês.
- 1950 — Thorbjørn Jagland, político norueguês.

#### 1951—2000
- 1952 — Oleg Blokhin, ex-futebolista e treinador de futebol ucraniano.
- 1953 — Robertinho do Recife, guitarrista, compositor, produtor musical e arranjador brasileiro.
- 1954
  - Alejandro Sabella, futebolista e treinador de futebol argentino (m. 2020).
  - Jeffrey Sachs, economista estadunidense.
- 1955
  - Kris Jenner, personalidade televisiva e empresária estadunidense.
  - Francisca Van Dunem, jurista e política portuguesa.
  - Óscar Wirth, ex-futebolista chileno.
- 1956 — Jeff Watson, guitarrista estadunidense.
- 1957 — Jon-Erik Hexum, ator e modelo norte-americano (m. 1984).
- 1958 — Robert Patrick, ator estadunidense.
- 1959 — Bryan Adams, músico e fotógrafo canadiano.
- 1960 — Tilda Swinton, atriz britânica.
- 1961
  - György Bognár, ex-futebolista húngaro.
  - Joo Hyun-mi, cantora sul-coreana.
  - Alan Poindexter, astronauta estadunidense (m. 2012).
- 1962 — Michael Gaston, ator estadunidense.
- 1963
  - Tatum O'Neal, atriz estadunidense.
  - Jean-Pierre Papin, ex-futebolista e treinador de futebol francês.
  - Hans Gillhaus, ex-futebolista neerlandês.
- 1964
  - Abédi Pelé, ex-futebolista ganês.
  - Abelkader El Brazi, futebolista marroquino (m. 2014).
  - Famke Janssen, atriz e modelo neerlandesa.
- 1965 — Agnese Nano, atriz italiana.
- 1967
  - Marcelo D2, cantor e compositor brasileiro.
  - Judy Reyes, atriz estadunidense.
  - Thaíde, rapper e apresentador de televisão brasileiro.
  - Erika Dobosiewicz, violinista polonesa (m. 2023).
- 1968
  - Mr. Catra, compositor e cantor brasileiro (m. 2018).
  - Sam Rockwell, ator estadunidense.
  - Aitana Sánchez-Gijón, atriz espanhola.
  - Ion Vlădoiu, ex-futebolista romeno.
  - René Laván, ator cubano.
- 1970 — Laurent D'Jaffo, ex-futebolista beninense.
- 1971
  - Jonny Greenwood, guitarrista britânico.
  - Corin Nemec, ator norte-americano.
- 1973
  - Johnny Damon, ex-beisebolista estadunidense.
  - Bosco Ntaganda, militar congolês.
  - Koos Moerenhout, ex-ciclista neerlandês.
- 1974
  - Angela Gossow, cantora alemã.
  - Dado Pršo, ex-futebolista croata.
  - Pedro Doria, jornalista e escritor brasileiro.
  - Susana Chávez, escritora e ativista mexicana (m. 2011).
- 1975 — Velvet, cantora sueca.
- 1976 — Oleh Shelayev, ex-futebolista ucraniano.
- 1977 — Richard Wright, ex-futebolista britânico.
- 1978
  - Ana Bacalhau, cantora portuguesa.
  - Xavier Tondo, ciclista espanhol (m. 2011).
  - Bubba Watson, golfista norte-americano.
- 1979
  - David Suazo, ex-futebolista e treinador de futebol hondurenho.
  - Michalis Hatzigiannis, cantor, compositor e produtor musical cipriota.
  - Deise Cipriano, cantora brasileira (m. 2019).
- 1980
  - Christoph Metzelder, ex-futebolista alemão.
  - Jaime Câmara Neto, ex-automobilista brasileiro.
  - Luke Hemsworth, ator australiano.
- 1981 — José Luis Villanueva, ex-futebolista chileno.
- 1982 — Rob Swire, produtor musical, cantor, compositor e músico australiano.
- 1983
  - Mike Hanke, ex-futebolista alemão.
  - Yusuf Mohamed, futebolista nigeriano.
  - Alexa Chung, modelo e apresentadora britânica.
  - Pita Taufatofua, taekwondista e esquiador tonganês.
- 1984
  - Eliud Kipchoge, fundista queniano.
  - Sebastian Hohenthal, automobilista sueco.
  - Marcella Valente, atriz brasileira.
- 1986
  - BoA Kwon, cantora sul-coreana.
  - Kasper Schmeichel, futebolista dinamarquês.
  - Leandro Castán, ex-futebolista brasileiro.
  - Liliana Cá, atleta portuguesa.
  - Nodiko Tatishvili, cantor georgiano.
- 1987
  - Kevin Jonas, guitarrista estadunidense.
  - Erin Brady, modelo estadunidense.
  - Çağlar Ertuğrul, ator turco.
  - Ben Swift, ciclista britânico.
- 1988
  - Oladapo Olufemi, futebolista nigeriano.
  - Yannick Borel, esgrimista francês.
  - Zach Lu, ator, apresentador de televisão, modelo e roteirista taiwanês.
- 1989
  - Simon Nessman, modelo canadense.
  - Víctor Laguardia, futebolista espanhol.
- 1990
  - Luis Garrido, futebolista hondurenho.
  - Jaume Domènech, futebolista espanhol.
- 1991
  - Marco Rojas, futebolista neozelandês.
  - Luiza Martins, cantora e compositora brasileira.
- 1992
  - Marco Verratti, futebolista italiano.
  - Odell Beckham Jr., jogador de futebol americano estadunidense.
- 1995
  - Kadeisha Buchanan, futebolista canadense.
  - Trey Lyles, jogador de basquete norte-americano.
  - Madison McLaughlin, atriz norte-americana.
- 1996
  - Konomi Suzuki, cantora japonesa.
  - Pedro Raul, futebolista brasileiro.
- 1998 — Takehiro Tomiyasu, futebolista japonês.
- 2000 — Tatsunori Otsuka, jogador de voleibol japonês.

### Século XXI
- 2001 — Roxanne Perez, lutadora profissional norte-americana.
- 2003
  - Pongsapak Udompoch, ator e cantor tailandês.
  - Wilfried Gnonto, futebolista italiano.

## Mortes

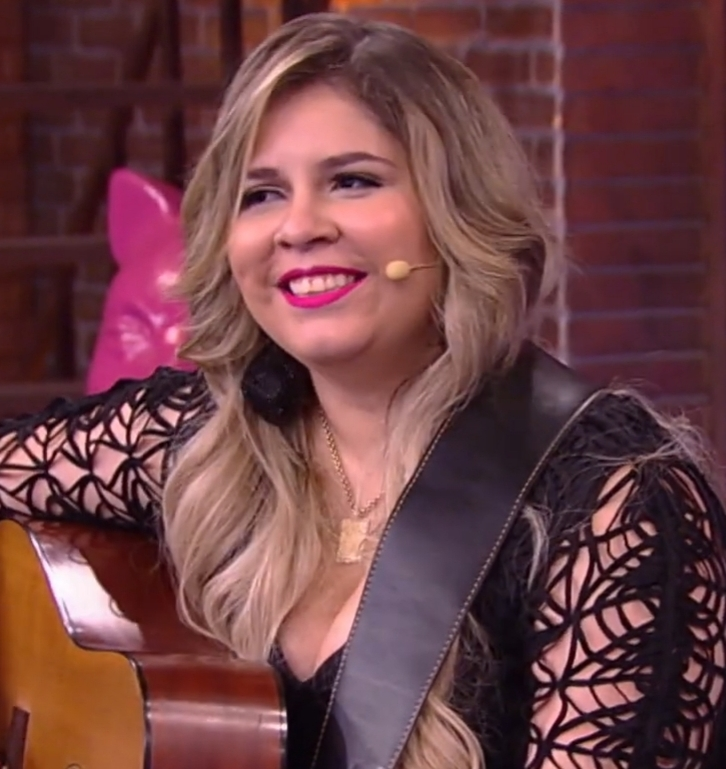
Marília Mendonça

### Anteriores ao século XIX
- 1219 — Hugo IX de Lusinhão, conde de La Marche (n. 1163).
- 1235 — Beatriz da Suábia, rainha de Castela (n. 1205).
- 1370 — Casimiro III da Polônia (n. 1310).
- 1459 — John Fastolf, militar inglês (n. 1380).
- 1515 — Mariotto Albertinelli, pintor italiano (n. 1474).
- 1526 — Scipione del Ferro, matemático italiano (n. 1465).
- 1585 — Pontus De la Gardie, nobre francês (n. 1520).
- 1595 — Luis Barahona de Soto, poeta e médico espanhol (n. 1548).
- 1675 — Cort Adeler navegador norueguês (n. 1622).
- 1714 — Bernardino Ramazzini, médico italiano (n. 1633).
- 1726 — Maria Tudor, Condessa de Derwentwater (n. 1673).
- 1732 — Richard Bradley, botânico e naturalista inglês (n. 1688).
- 1758 — Hans Egede, missionário norueguês (n. 1686).
- 1775 — Lluís Jaume Vallespir, missionário e mártir espanhol (n.1740).

### Século XIX
- 1807 — Johann Friedrich Wilhelm Herbst, naturalista e entomólogo alemão (n. 1743).
- 1828 — Maria Feodorovna, imperatriz russa (n. 1759).
- 1879 — James Clerk Maxwell, físico britânico (n. 1831).
- 1897 — Carlos Machado de Bittencourt, marechal e político brasileiro (n. 1840).

### Século XX
- 1914 — August Weismann, biólogo alemão (n. 1834).
- 1930 — Christiaan Eijkman, médico neerlandês (n. 1858).
- 1942 — George M. Cohan, cantor, compositor e dramaturgo estadunidense (n. 1878).
- 1944 — Alexis Carrel, cirurgião e biologista francês (n. 1873).
- 1960 — August Gailit, escritor estoniano (n. 1891).
- 1968 — Estelle Hemsley, atriz americana (n. 1887).
- 1972 — Reginald Owen, ator britânico (n. 1887).
- 1975 — Edward Lawrie Tatum, microbiologista estadunidense (n. 1909).
- 1977
  - René Goscinny, quadrinista belga (n. 1926).
  - Guy Lombardo, violinista e maestro canadense (n. 1902).
- 1979 — Graça Mello, ator, diretor e dramaturgo brasileiro (n. 1914).
- 1981 — Mário Pedrosa, escritor, jornalista e crítico de arte brasileiro (n. 1900).
- 1983 — Humberto Mauro, cineasta brasileiro (n. 1897).
- 1995 — Ernest Gellner, antropólogo, sociólogo e filósofo francês (n. 1925).
- 1997 — Isaiah Berlin, filósofo letão (n. 1909).

### Século XXI
- 2005 — Link Wray, instrumentista e compositor estadunidense (n. 1929).
- 2006
  - Bülent Ecevit, político turco (n. 1925).
  - Pietro Rava, futebolista italiano (n. 1916).
- 2007
  - Nils Liedholm, futebolista e treinador de futebol sueco (n. 1922).
  - Paul Norris, artista de quadrinhos estadunidense (n. 1914).
- 2008 — Mussa Demes, político brasileiro (n. 1939).
- 2012 — Leonardo Favio, ator, cantor e roteirista argentino (n. 1938).
- 2014 — Manitas de Plata, guitarrista francês (n. 1921).
- 2015
  - Czesław Kiszczak, militar e político polonês (n. 1925).
  - Nora Brockstedt, cantora norueguesa (n. 1923).
- 2021 — Marília Mendonça, cantora, compositora e instrumentista brasileira (n. 1995).
- 2022 — Aaron Carter, cantor, compositor e ator estadunidense (n. 1987).
- 2023 — Lolita Rodrigues, atriz, apresentadora e cantora brasileira (n. 1929).

## Feriados e eventos cíclicos

### Brasil
- Dia do Técnico em Eletrônica
- Dia Nacional da Cultura
- Dia do Designer
- Dia Nacional do Radioamador
- Dia do Técnico Agrícola
- Dia Nacional da Língua Portuguesa
- Dia do Técnico em Prótese Dentária
- Aniversário de Cambuci, no Rio de Janeiro
- Aniversário de Itapetininga, em São Paulo

### Cristianismo
- Isabel e Zacarias
- Mariano de la Mata
- Pátrobas de Potole

## Outros calendários
- No calendário romano era o dia das nonas de novembro.
- No calendário litúrgico tem a letra dominical A para o dia da semana.
- No calendário gregoriano a epacta do dia é xvii.